# 조아라 (1912년)
조아라(曺亞羅, 1912년~2003년 7월  8일)은 대한민국의 여성운동가이자 사회운동가이다.

## 생애
1912년에 전라남도 나주군 반남면 대안리에서 태어났으며 호는 소심당(素心堂)이다. 개신교 장로로 계몽운동가인 아버지의 영향을 받고 자라 일제강점기 당시 학생독립운동과 신사참배 거부로 감옥살이를 했다. 해방 후 YWCA에 헌신했으며 야학도 설립했다. 1980년 5.18 민주화운동 당시에는 수습대책위원으로 활동중에 6개월간 감옥살이를 했으며 그 후에도 여성운동가로 활동하다 2003년 7월 8일에 별세했다.